# Tillie Martinussen
Tillie Martinussen (* 1980) ist eine grönländische Politikerin (Suleqatigiissitsisut).

## Leben
Tillie Martinussen wuchs in einem Kinderheim auf.
Ihre politische Karriere begann, als sie sich für die Demokraatit für die Parlamentswahl 2013 aufstellen ließ. Sie erreichte aber nur den achten Nachrückerplatz. Im selben Jahr kandidierte sie bei der Kommunalwahl und erreichte den vierten Nachrückerplatz in der Kommuneqarfik Sermersooq. Bei der Parlamentswahl 2014 konnte sie den zweiten Nachrückerplatz der Demokraatit erreichen und gelangte so ins Inatsisartut, als die Demokraatit Teil der Regierung wurden. Als die Demokraatit die Regierung im Oktober 2016 verließen, schied Tillie wieder aus dem Parlament aus.
2017 trat sie aus ihrer Partei aus und schloss sich dem ebenfalls ausgetretenen Michael Rosing an. Zusammen gründeten sie 2018 die Suleqatigiissitsisut. Bei der Parlamentswahl 2018 gelang es Tillie Martinussen, das einzige Mandat der Partei zu erhalten. Wegen ihrer Antiunabhängigkeitspolitik ist sie eine der vier Hauptfiguren im Dokumentarfilm Kampen om Grønland, der sich mit der Unabhängigkeitsfrage Grönlands beschäftigt.
Im Oktober 2020 beschuldigten sie mehrere Parteimitglieder, die Parteikasse für private Ausgaben benutzt zu haben, was Tillie Martinussen und der Parteivorstand abstritten. Nachdem fünf Mitglieder sie und den Parteivorstand daraufhin bei der Polizei anzeigten, ließen sie diese fünf aus der Partei ausschließen, darunter Parteigründer Michael Rosing. Wenige Tage später wurde sie am 20. Dezember 2020 einstimmig zur Parteivorsitzenden gewählt, als welche sie bereits seit Frühjahr 2019 geschäftsführend fungiert hatte.
Bei der Parlamentswahl 2021 verlor Tillie Martinussen und der Rest der Suleqatigiissitsisut stark und schied aus dem Parlament aus. Sie strebte eine Kandidatur bei der Folketingswahl 2022 an, durfte aber nicht für ihre Partei antreten, da hierfür eine Vertretung im Inatsisartut vonnöten ist. Sie trat daraufhin als Einzelkandidatin an und erhielt 0,9 % der Stimmen, was eine deutliche Verschlechterung im Vergleich zum Parteiergebnis von 2019 darstellte.